# 小行星1363
小行星1363（1363 Herberta）是一颗围绕太阳公转的小行星。1935年8月30日，歐仁·約瑟夫·德爾波特在于克勒发现了此天体。
該小行星以美國政治人物，第31任美國總統赫伯特·胡佛命名。
这颗小行星的绝对星等为109.6785188251018等。